# The Week
The Week é uma revista semanal de notícias com edições no Reino Unido e nos Estados Unidos. A publicação britânica foi fundada em 1995 e a americana em 2001. Uma edição australiana foi publicada de 2008 a 2012. Uma edição infantil, The Week Junior, é publicada no Reino Unido desde 2015 e nos Estados Unidos desde 2020.

## História
The Week foi fundada no Reino Unido por Jolyon Connell (ex- Sunday Telegraph ) em 1995. Em abril de 2001, a revista começou a publicar uma edição americana; e uma edição australiana foi lançada em outubro de 2008. A Dennis Publishing, fundada por Felix Dennis, publica a edição do Reino Unido e até 2012 publicava a edição australiana. The Week Publications publica a edição dos EUA. No ano de 2021, The Week comemorou o aniversário de 20 anos de sua primeira publicação nos Estados Unidos.
Desde novembro de 2015, The Week publica uma edição infantil, The Week Junior, uma revista de atualidades voltada para jovens de 8 a 14 anos.
A edição australiana da The Week encerrou suas operações em outubro de 2012. A edição final, a 199ª, foi lançada em 12 de outubro de 2012. No final, vendia 28.000 exemplares por semana, com um público de 83.000 leitores.
A empresa Future Plc adquiriu a Dennis Publishing e vários de seus títulos, incluindo The Week em 2021.